# Víctor Manuel López
Víctor Manuel López Narge (Libertad, 9 aprile 1971) è un ex calciatore uruguaiano, di ruolo centrocampista.